# بنزوالن
بنزوالن (به انگلیسی: Benzvalene) با فرمول شیمیایی C6H6 یک ترکیب شیمیایی با شناسه پاب‌کم 6396 است. که جرم مولی آن ۷۸٫۱ گرم بر مول می‌باشد. 